# Conus anabathrum
Conus anabathrum é uma espécie de gastrópode do gênero Conus, pertencente à família Conidae.